# 神戸市交通局600形電車
神戸市交通局600形電車（こうべしこうつうきょく600がたでんしゃ）は、神戸市交通局がかつて所有していた神戸市電の路面電車車両である。

## 概要
1937年に木造車のC車 (501 - 510) の鋼体化改造車として、神戸市電気局長田車両工場で製造された。車体は単車の300形をボギー車にしたもので、のちに製造された700形と比べると武骨な印象があった。また 601 - 605 については、運転台右側の乗降用扉にドアエンジンを設置して自動扉となっており、当時としては画期的なものであった。
足回りは旧C車の履くマキシマムトラクション台車を含めて流用されたが、台車の向きは、C車とは逆に小径の車輪を外側に出すように変更されている。
戦災によって 602 が廃車になり、610を602（2代）に改番して欠番を埋めて 601 - 609 の9両となった。
晩年は石屋川車庫で使用されていたが、1969年に相次いで廃車となり形式消滅した。609のみ保存対象となり、700形708とともに王子動物園に保存された。後に神戸市営地下鉄名谷車両基地に移送され、カバーを被せられて側線で留置保管されていたが、1999年に解体され、台車・床下機器はアメリカの保存団体に寄贈された。